# Johanna Christina Frederika Elisabeth Fabius

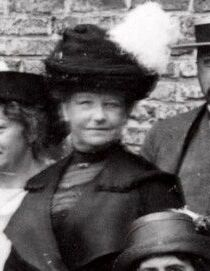
Elize Knuttel-Fabius (1913)

Johanna Christina Frederika Elisabeth Fabius, Vornamen auch abweichend Christiana Frederica oder Christiania (geboren am 7. März 1857 in Weltevreden, Batavia; gestorben am 29. September 1944 in Warnsveld), war eine niederländische Schriftstellerin. Sie veröffentlichte als Elise Knuttel-Fabius oder Elize Knuttel-Fabius ab 1887 Gedichte, Romane, Kurzgeschichten sowie Kinder- und Jugendliteratur.

## Leben
Fabius war eine Tochter des Marineoffiziers (Vizeadmiral) und Politikers (Mitglied der 2. Kammer der Generalstaaten) Gerhardus Fabius (13. Dezember 1806 – 24. März 1888) und dessen Frau Johanna Elisabeth Frederica (geborene Bouricius; 1827–1870). Sie debütierte zunächst 1887 mit einer Gedichtsammlung dem Titel Bonte schelpen für Erwachsene. Einige ihrer Gedichte wurden im Jahr 1900 vertont. Später erschien eine Gedichtauswahl in einem Lesebuch für die den Schulunterricht. In dem Buch Der Ziele Wonderland beschrieb sie 1905 die Sagen, Traditionen und Bräuche der Kelten. Sie verfasste Beiträge zu den Zeitschriften Astrea, De Gids, De Nederlandsche Spectator und dem Weekblad De Amsterdammer. Sie wechselte aber schon bald zum Schreiben für Kinder und Jugendliche und so entstanden mehrere Bücher mit „Geschichten über das Familien- und Kinderleben“. Sie leistete zudem mehrere Beiträge zur Erforschung der Geschichte der Kinder- und Jugendliteratur. Sie besuchte den Maler Jozef Israëls in seinem Atelier in Den Haag und berichtete anschließend in der Deutschen Revue darüber. Seit 1906 beschäftigte sie sich intensiv mit alten Büchern für Kinder. In ihrem Buch Oude kinderboeken. Paedagogie en moraal in oude Nederlandsche kinderboeken beleuchtet sie die pädagogischen Erkenntnisse der damaligen Zeit anhand von Werken aus dem 18. und 19. Jahrhundert. Sie zählte zu den ersten, die sich mit der Erforschung von Kinderbüchern beschäftigten. 1912 erschien ein weiterer Beitrag unter dem Titel Over oude Kinderboeken en prenten (Über alte Kinderbücher und Drucke), der eine  Ergänzung zu diesem Buch darstellte. Im Jahr  1932 veröffentlichte sie das Buch Een achttiende-eeuwse pionierster (Ein Pionier des 18. Jahrhunderts) in dem sie sich mit dem Leben und Werk der englischen Moralistin Hannah More befasste.

## Familie
1883 heiratete Fabius ihren Cousin Willem Pieter Cornelis Knuttel (29. Januar 1854 – 13. März 1921), Doktor der Theologie und Bibliothekar an der Königlichen Bibliothek der Niederlande. Das Paar hatte sechs Kinder:
- Willem Pieter Cornelis Knuttel I. (21. Januar 1884 – 17. Juli 1887)
- Elize Knuttel (13. August 1885 – 18. Juni 1974)[8]
- Elisabeth Cornelia (* 26. September 1887)[9] und Elisabeth Petronella Knuttel (* 1. Oktober 1887)[10]
- Gerhardus Knuttel Wzn (26. März 1889 – 6. Mai 1968), wurde Kunsthistoriker und -kritiker, sowie Kurator und Direktor des Stadtmuseums in Den Haag
- Willem Pieter Cornelis Knuttel II. (* 26. Oktober 1891)[11]

## Schriften (Auswahl)
- Bonte schelpen. W. Cremer, Den Haag 1887 (niederländisch, Gedichtsammlung).
- Lesefrüchte – Eine Ehe – De Nederlandsche Spectator. In: Das Echo; Wochenschrift für Politik, Litteratur, Kunst und Wissenchaft. 12. Jahrgang, Nr. 540. Berlin 5. Januar 1893, S. 148–150 (Textarchiv – Internet Archive – Kurzgeschichte).
- Oude kinderboeken. Paedagogie en moraal in oude Nederlandsche kinderboeken. Martinus Nijhoff, Dan Haag 1906 (niederländisch).
- Kinnie en haar vrienden. Van Goor, Gouda 1910 (niederländisch, Kinderbuch).
- Over oude Kinderboeken en prenten. In: De Boekzaal. 6, 1912, S. 175–191.